# Bruno Saint-Hill
Guy Joseph, né le 1er juin 1924 à Orléans et mort le 14 mai 2022 à Chenac-Saint-Seurin-d'Uzet, est un écrivain français, connu sous les pseudonymes de Bruno Saint-Hill et Philippe de Baër, qui fait partie des auteurs phares de la collection Signe de piste.

## Biographie
Scout de France dans sa jeunesse à Orléans, il fait ses études au collège Sainte-Croix d’Orléans puis aux Beaux-arts. Il se lance dans la rédaction, sous l’impulsion de Pierre Sellier son chef de groupe scout, de nouvelles et contes pour la revue Scouts puis fait la connaissance, au Jamboree de Moisson où il est chargé de rapatrier de Moisson à Paris les pellicules exposées des photographes et cinéastes ainsi que les papiers des rédacteurs au journal éphémère Jamboree France, de Serge Dalens et Pierre Joubert.
Repéré par Jean-Louis Foncine alors rédacteur en chef de la revue Scouts, celui-ci l’invite à écrire un premier roman et l’installe à Paris. Pour ses premiers romans il suit les conseils avisés de Georges Ferney, à l'époque conseiller littéraire du Signe de Piste.
Bruno Saint-Hill a choisi son pseudonyme en hommage à la propriété que possédaient ses grands-parents à Saint-Hilaire en Sologne. Pour Philippe de Baër, il s'agit de la traduction de son totem scout« Ours » ; ce deuxième pseudonyme lui permettant de continuer à être publié sans monopoliser le catalogue de sa maison d'édition.
En 1950, il reçoit, avec Claude Appell pour Haut le Champ, le prix Larigaudie pour Tempête sur Nampilly. Le 20 mars 2010, à l’occasion du vernissage de l’exposition qui lui est consacrée à Poitiers, Bruno Saint-Hill reçoit au titre de son œuvre la médaille de Saint-Hilaire, plus haute distinction du diocèse de Poitiers. L'exposition est ensuite prolongée durant un mois.
Il se marie avec Françoise Joseph avec qui il aura une fille, Frédérique.
Il meurt le 14 mai 2022 à Chenac-Saint-Seurin-d'Uzet à l'âge de 97 ans.
" On prétend que les paroles s'envolent et que les écrits restent. Est-ce pour cela que je continue ? Je n'en suis pas certain. Mais qu'importe si, ouvrant un jour au hasard un seul de mes quarante livres, un jeune découvre en une ligne, en un mot peut-être, des raisons d'aimer, de croire et d'espérer."

Bruno Saint-Hill, Les Chemins de l'aventure, 1987

## Œuvres

### Sous le pseudonyme de Bruno Saint-Hill
Série « Nampilly »
- La Plaine rouge, Signe de Piste (1952)
- Tempête sur Nampilly, Signe de Piste (1950)
- Le Grand Duel, Signe de Piste (1955)
- Forêt Sauvage, Signe de Piste (1964)

Série « La Ronceraie »
- L'Équipage noir, Jamboree (1955)
- Le Cahier rouge, Jamboree (1961)
- Les Honneurs, Éditions du Triomphe (2004)

Série « Le Poison »
- Outreville, Nouveau Signe de Piste (1986)
- Outrecœur, Éditions du Triomphe (2006)

Autres
- Le Carrefour de Pâques, Signe de Piste (1953)
- Le Bloc 93, Signe de Piste (1954)
- Les Sabres, Jamboree (1955)[7]
- La Hache et le Roc, Signe de Piste (1956)
- Le Triptyque d'ivoire, Signe de Piste (1957)
- L'Outsider, Rubans Noirs (1957)
- Billy de West-Hill, Signe de Piste (1958)
- Petit Paillon, Signe de Piste (1960)
- Les Feux, Jamboree (1960)[8]
- Le Gratte-ciel, Jamboree (1963)
- Swedenborg, JCR éditions (1999)
- De panache et d'amour, Élor (1999)
- Le Renard de Combe, Défi (2002)
- La sizaine, l'écureuil et les dragons, éditions de la Licorne (2016)

### Sous le pseudonyme de Philippe de Baër
- Le Chant du loup, Signe de Piste (1955)[9]
- L'Équipage noir, Jamboree (1955)
- La Frontière, Signe de Piste (1956)[10]
- Loulou des Brousses, Signe de Piste (1959)[11]
- La Calanque aux serpents, Jamboree (1960)
- Les Frangins, Nouveau Signe de Piste (1979)